# Vuhan-Tienho nemzetközi repülőtér
A Vuhan-Tienho nemzetközi repülőtér (hagyományos kínai: 武漢天河國際機場; egyszerűsített kínai: 武汉天河国际机场; pinjin átírással Wǔhàn Tiānhé Guójì Jīchǎng) (IATA: WUH, ICAO: ZHHH) a közép-kínai Vuhan város nemzetközi repülőtere, amely a belvárostól 26 kilométerre északra helyezkedik el. 1995. április 15-én nyitották meg. 2009-ben az utasforgalom meghaladta a 11 millió főt, ezzel Kína tizenharmadik legforgalmasabb repülőtere (utasszám szempontjából).

## Neve
A repülőtér nevének (kínaiul 天河, pinjin átírással tiānhé, magyaros átírással tienho) jelentése: Tejút.

## Felépítése
A repülőtér utasforgalma a megnyitást követően fokozatosan emelkedett, ezért idővel szükségessé vált egy második terminál megléte is, amelyet 2008. április 15-én adtak át, a repülőtér 13. születésnapján. Azóta is a forgalom tovább növekszik, így 2010 májusában elkezdték a 3-as terminál építését is. Az utóbbi fogadja és indítja majd a nemzetközi, míg az első kettő kizárólag a belföldi járatokat.

## Forgalom
Az utasforgalom az elmúlt években az alábbi módon változott:
| Utasok száma | 1 756 733 | 3 200 864 | 4 743 877 | 8 356 340 | 11 646 789 | 13 980 527 | 18 942 038 | 23 129 400 | 12 802 070 | 11 606 393 |
|              | 2000      | 2002      | 2005      | 2007      | 2010       | 2012       | 2015       | 2017       | 2020       | 2022       |

## Légitársaságok és úticélok
2024-ben a Vuhan-Tienho nemzetközi repülőtérről az alábbi járatok indulnak:

### Személy
| Légitársaság              | Célállomások |
| ------------------------- | --- |
| 9 Air                     | Chengde, Guangzhou, Zhangye |
| AirAsia                   | Kota Kinabalu |
| Air China                 | Baotou, Beijing–Capital, Changchun, Chengdu–Shuangliu, Chengdu–Tianfu, Daqing, Dazhou, Guangzhou, Guiyang, Haikou, Hohhot, Korla, Lanzhou, Linfen, Macau, Qingdao, Shenyang, Shenzhen, Tianjin, Ürümqi, Xiamen, Xi'an, Xilinhot, Zhanjiang, Zhuhai |
| All Nippon Airways        | Tokió–Narita |
| Beijing Capital Airlines  | Changchun, Dalian, Enshi, Haikou, Jinan, Lijiang, Qingdao, Sanya, Shenyang |
| Cathay Pacific            | Hong Kong |
| Chengdu Airlines          | Beihai, Chengdu–Shuangliu, Chengdu–Tianfu, Fuzhou, Lhasa, Shenyang, Taizhou, Weihai, Yancheng |
| China Eastern Airlines    | Bangkok–Suvarnabhumi, Beihai, Beijing–Daxing, Chengdu–Tianfu, Chongqing, Dali, Dalian, Datong, Dongying, Dunhuang, Enshi, Fuzhou, Guangzhou, Guiyang, Haikou, Hangzhou, Hong Kong, Huai'an, Jiayuguan, Jieyang, Jinchang, Jinzhou, Kaohsiung, Kuala Lumpur–International (újrakezdődik 2024 április 30-tól), Kunming, Lanzhou, Liuzhou, Luzhou, Nanchong, Ningbo, Ordos, Phnom Penh, Qingdao, Qionghai, Quanzhou, Rizhao, Sanya, Shanghai–Hongqiao, Shanghai–Pudong, Shennongjia, Shenyang, Shenzhen, Sydney, Taipei–Taoyuan, Taiyuan, Taizhou, Tianjin, Tokió–Narita, Ulanhot, Ürümqi, Wenzhou, Xiamen, Xi'an, Xining, Yancheng, Yantai, Yinchuan, Yiwu, Yuncheng, Yulin (Shaanxi), Zhanjiang, Zhoushan, Zunyi–Xinzhou |
| China Express Airlines    | Chongqing, Dalian, Hohhot, Yan'an |
| China Southern Airlines   | Arxan, Bangkok–Don Mueang, Beijing–Daxing, Bole, Changchun, Changzhi, Chengdu–Shuangliu, Chongqing, Dalian, Dubai–International, Enshi, Guangzhou, Guiyang, Guyuan, Haikou, Hangzhou, Harbin, Ho Chi Minh City, Hohhot, Hong Kong, Huizhou, Islamabad, Jieyang, Kaohsiung, Kashgar, Kunming, Lanzhou, Lijiang, London–Heathrow, Macau, Manzhouli, Seremetyjevói nemzetközi repülőtér, Nagoja–Centrair, Nanning, New York–JFK, Ningbo, Oszaka–Kanszai, Phuket, Qingdao, Róma–Fiumicino, San Francisco, Sanya, Seoul–Incheon, Shanghai–Pudong, Shenyang, Shenzhen, Shiyan, Taipei–Taoyuan, Taiyuan, Tengchong, Tianjin, Tokió–Narita, Ürümqi, Wenzhou, Xiamen, Xi'an, Xining, Xishuangbanna, Yantai, Yining, Zhuhai       |
| China United Airlines     | Wenzhou |
| Chongqing Airlines        | Changchun, Chongqing, Guiyang, Huizhou |
| Colorful Guizhou Airlines | Bijie, Guiyang, Xingyi |
| Dalian Airlines           | Chengdu–Shuangliu |
| Donghai Airlines          | Shenzhen |
| Grand China Air           | Harbin |
| GX Airlines               | Jining |
| Hainan Airlines           | Beijing–Capital, Changchun, Fuzhou, Haikou, Qingdao, Sanming, Sanya, Shenyang, Taiyuan, Tongren, Ürümqi, Wenzhou, Zhuhai |
| Joy Air                   | Huangshan, Xiangyang |
| Juneyao Air               | Dalian, Huizhou, Oszaka–Kanszai, Shanghai–Hongqiao, Shanghai–Pudong, Xishuangbanna |
| Korean Air                | Seoul–Incheon |
| Kunming Airlines          | Kunming |
| Loong Air                 | Changchun, Hangzhou, Harbin, Wenzhou, Xining, Yinchuan, Zhuhai |
| Lucky Air                 | Dali, Dalian, Kunming, Lijiang, Qingdao, Tengchong, Xishuangbanna |
| Mandarin Airlines         | Taipei–Songshan |
| Okay Airways              | Kaili, Nanning, Yibin |
| Ruili Airlines            | Harbin, Kunming, Lanzhou, Mangshi, Shenyang |
| Scoot                     | Singapore |
| Shandong Airlines         | Beijing–Capital, Guiyang, Jinan, Nanning, Qingdao, Xiamen, Yantai, Yinchuan |
| Shanghai Airlines         | Shanghai–Hongqiao, Wenzhou |
| Shenzhen Airlines         | Hohhot, Huizhou, Lanzhou, Nanning, Quanzhou, Shenyang, Shenzhen, Taiyuan, Yuncheng |
| Sichuan Airlines          | Chengdu–Shuangliu, Chengdu–Tianfu, Chongqing, Harbin, Nanning, Nantong, Shennongjia, Xichang |
| Spring Airlines           | Shenzhen, Wuhai |
| Suparna Airlines          | Lüliang, Qingdao, Zhuhai |
| Thai AirAsia              | Bangkok–Don Mueang |
| Thai Lion Air             | Bangkok–Don Mueang |
| Tianjin Airlines          | Guiyang, Haikou, Hohhot, Huizhou, Jieyang, Lianyungang, Lijiang, Liupanshui, Sanya, Ürümqi, Xiamen, Xi'an |
| Tibet Airlines            | Chengdu–Shuangliu, Lhasa |
| T'way Air                 | Seoul–Incheon |
| Urumqi Air                | Ürümqi |
| West Air                  | Chongqing, Fuzhou |
| XiamenAir                 | Ankang, Fuzhou, Hangzhou, Heze, Hohhot, Lanzhou, Mianyang, Nanning, Quanzhou, Tianjin, Xiamen, Xining, Xinzhou, Yinchuan |

### Cargo
| Légitársaság          | Célállomások                                                                             |
| --------------------- | ---------------------------------------------------------------------------------------- |
| Aeroméxico Cargo      | Mexico City                                                                              |
| China Postal Airlines | Nanjing                                                                                  |
| Emirates SkyCargo     | Dubai-Al Maktoum                                                                         |
| Kalitta Air           | Anchorage, Chicago–O’Hare                                                                |
| SF Airlines           | Frankfurt, Hangzhou, Hanoi, Hong Kong, Oszaka–Kanszai, Shenzhen, Tokió–Narita, Zhengzhou |
| Yangtze River Express | Guangzhou, Hangzhou, Shenzhen                                                            |

## Fordítás
- Ez a szócikk részben vagy egészben  a(z)   武汉天河国际机场 című kínai Wikipédia-szócikk fordításán alapul.  Az eredeti cikk szerkesztőit annak laptörténete sorolja fel. Ez a jelzés csupán a megfogalmazás eredetét és a szerzői jogokat jelzi, nem szolgál a cikkben szereplő információk forrásmegjelöléseként.
- Ez a szócikk részben vagy egészben  a   Wuhan Tianhe International Airport című angol Wikipédia-szócikk fordításán alapul.  Az eredeti cikk szerkesztőit annak laptörténete sorolja fel. Ez a jelzés csupán a megfogalmazás eredetét és a szerzői jogokat jelzi, nem szolgál a cikkben szereplő információk forrásmegjelöléseként.